# Amlodipin
Amlodipin ist ein blutdrucksenkender Arzneistoff aus der Gruppe der Calciumkanalblocker (Calciumantagonisten) des Nifedipin-Typs. Es wird als Basistherapeutikum bei einem essentiellen Bluthochdruck (arterielle Hypertonie) eingesetzt. Bei der chronisch stabilen Angina Pectoris und der Prinzmetal-Angina (vasospastische Angina Pectoris) wird es außer zur Behandlung auch zur Vorbeugung gegen Anfälle verwendet.
Im Unterschied zu anderen Wirkstoffen aus dieser Gruppe hat Amlodipin eine vergleichsweise lange Plasmahalbwertszeit.

## Wirkungsweise
Als Calciumkanalantagonist des Nifedipin-Typs (1,4-Dihydropyridine) blockiert Amlodipin den Calciumkanal vom L-Typ durch Bindung an die α1-Untereinheit. Der verminderte Calciumeinstrom in die glatte Muskelzelle verringert den Muskeltonus und somit primär den Gefäßwiderstand und in höheren Dosen die Kontraktilität (negativ inotrop) und den Sauerstoff-Verbrauch in den Herzmuskelzellen. Im Gegensatz zu den Calciumkanalantagonisten des Verapamil-Typs haben die Dihydropyridine eine vaskuläre Selektivität, so dass eine Herzwirkung erst bei hohen, für die Vasodilatation (Gefäßweitstellung) nicht benötigten Dosen eintritt. In der üblichen Dosierung wirkt Amlodipin vor allem auf die Koronargefäße und die peripheren Widerstandsgefäße dilatierend. Amlodipin wirkt zudem als FIASMA (funktioneller Hemmer der sauren Sphingomyelinase).
Pharmazeutisch verwendet wird Amlodipin als Salz der Benzolsulfonsäure  (Amlodipinbesilat), der Methansulfonsäure (Amlodipinmesilat) oder der Maleinsäure (Amlodipinmaleat). Sie sind nach oraler Gabe wirksam.

## Analytik
Der zuverlässige qualitative und quantitative Bestimmung von Amlodipin und seinen Metaboliten in verschiedenen Untersuchungsmaterialien gelingt nach hinreichender Probenvorbereitung durch Kopplung der Hochleistungsflüssigkeitschromatographie mit der Massenspektrometrie.

## Pharmakokinetik
Ein wichtiger Unterschied zu anderen Dihydropyridinen (z. B.  Nifedipin) ist die lange terminale Halbwertszeit von etwa 35 bis 50 Stunden, welche die einmal tägliche Gabe ermöglicht und durch Blutdruckschwankungen verursachten Herz-Kreislauf-Komplikationen vorbeugt.

## Nebenwirkungen
Die Nebenwirkungen entsprechen denen der Wirkstoffgruppe der Calciumantagonisten. Als typische Nebenwirkung von Dihydropyridinen kann es insbesondere zu Ödemen der Beine kommen und vor allem zu Behandlungsbeginn zu Kopfschmerzen und Gesichtsrötung mit Hitzeempfindung. Weiterhin häufig sind ferner Schwindel, Müdigkeit, Palpitationen des Herzens, Bauchschmerzen und Übelkeit, gelegentlich kann Erbrechen auftreten. In sehr seltenen Fällen kann es zu allergischen Reaktionen kommen.
Weitere Nebenwirkung: Zahnfleisch-Wucherungen (oft bullös, aber meist entzündungsfrei). Diese verschwinden in der Regel nach einer Dosis-Reduktion oder einem Wechsel des Medikamentes wieder.

## Kontraindikationen
Die Behandlung mit Amlodipin ist nicht angezeigt bei einer Überempfindlichkeit gegenüber der Substanz oder auch anderen Dihydropyridin-Derivaten, bei einem Herz-Kreislauf-Schock, bei hochgradiger Aortenstenose, instabiler Angina Pectoris oder auch bei einer schweren Leberfunktionsstörung.

## Synthese
Amlodipin kann in einer zweischrittigen Reaktion hergestellt werden. Dazu reagieren in einer Mehrkomponentenreaktion 3-Amino-2-butensäuremethylester (1) und 4-(2-Azidoethoxy)-3-oxobutansäureethylester
(3) mit 2-Chlorbenzaldehyd (2). In dieser Kondensationsreaktion bildet sich das Dihydropyridin-Derivat 4 aus, welches einem Hantzsch-Ester entspricht. Das Azid wird dann unter Zugabe von Zink und Chlorwasserstoff mit einem Palladium-Katalysator zum Amin reduziert, wodurch der Arzneistoff Amlodipin (5) entsteht:

## Stereoisomerie
Amlodipin wird als Racemat [1:1 Mischung aus (R)-(+)- and (S)-(−)-Amlodipin] vermarktet. Eine Methode zur semi-präparativen chromatographischen Trennung der Enantiomere (S)-(−)-Amlodipin und (R)-(+)-Amlodipin ist bekannt. Die Tabelle zeigt beide Stereoisomere, genauer Atropisomere. Hierbei unterscheiden sie sich in der Position des Wasserstoffatoms, welches sich entweder über oder unter der Ringebene befindet.
| Stereoisomere von Amlodipin |                |
| (R)-Enantiomer              | (S)-Enantiomer |
|                             |                |

## Handelsnamen
- Monopräparate: Norvasc (A, D), verschiedene Generika (D, A, CH)
- Kombinationspräparate (2er):
 mit Atorvastatin: Caduet (A, CH), Atorvalan comp. (A)
mit Bisoprolol: Bisodipin (D), Concor Amlo (D, A)
mit Candesartan: Camlostar (D), Candam (A), Caramlo (D), Tilamcar (A)
mit Lisinopril: Lisam (A) 
mit Losartan: LosAmlo (D)
mit Olmesartan: Amelior (A), Amlocor (A), Reverantza (A), Vascord (CH), Vocado (D), Sevikar (A, CH, D)
mit Perindopril: Covercard (H), Viacoram (D)
mit Ramipril: Tonotec (D), Coreyra (A), Ramidipin (D)
mit Telmisartan: Twynsta (EU)
mit Valsartan: Copalia (EU), Dafiro (EU), Exforge (EU, CH)
- Kombinationspräparate (3er):
mit Atorvastatin und Perindopril: Triveram (D)
mit Olmesartan und Hydrochlorothiazid: Amelior plus Hct, (A), Fenikren (D), Olmesardipin (D), Sevikar Hct (D, A), Vocado Hct (D)
mit Perindopril und Indapamid: Viacorind (D)
mit Ramipril und Hydrochlorothiazid: Appunto (D), Tonotec Hct (D)
mit Valsartan und Hydrochlorothiazid: Dafiro Hct (EU), Exforge Hct (EU), Copalia Hct (EU)
- Tiermedizin: Amodip

## Geschichte
Amlodipin wurde 1982 von Pfizer patentiert, die es als Norvasc vertrieben. 1987 wurde es von der FDA zugelassen und 1990 brachte es Pfizer auf den Markt. Es wurde entwickelt, um die orale Bioverfügbarkeit und Wirkungszeit des Prototyps des Calcium-Antagonisten Nifedipin zu verbessern.